# イキナ
株式会社イキナ（IKINA） はテレビ番組や映画の制作会社である。

## 沿革
1992年6月16日に創業者の白内寿一がジョイカンパニーグループ内にウイルスプロダクションを設立。に株式会社ウイルスプロダクションへ商号変更し、2001年12月21日に株式会社イキナエンタテインメントとなった。

## 秋元康との関係
2001年、株式会社ウイルスプロダクションと秋元康率いる株式会社エイティーワン・エンタテインメントが一緒になり株式会社イキナエンタテインメントとなった。この時、代表取締役は白内寿一、顧問に秋元康、役員に吉野晃幸が就任している。また、ジョイカンパニーグループ内にはインディーズレーベル、ジェイ・ワンを設立、役員にはヒロミが就任している。

## 主な取引先
広告代理店
電通・博報堂・ADK・大広・東急エージェンシー・サイバーエージェント
テレビ局
NHK・日本テレビ・TBS・フジテレビ・テレビ東京・東京MXテレビ・WOWOW・関西テレビ・読売テレビ・朝日放送・毎日テレビ・東海テレビ・
映画製作会社
東宝・松竹・アスミックエース
企業ＣＭ等・通販番組
東京ガス・サイバーエージェント・日本航空・見本市援護会・駿河食品・味の素
書籍・DVD
料理の鉄人レシピ本・DVD比叡山延暦寺

## 主な作品

### テレビ番組制作
- SMAP×SMAP
- チョナン・カン2
- エンタの神様

レギュラー
- ラスタとんねるず'94
- 料理の鉄人
- 投稿!特ホウ王国
- とんねるずのみなさんのおかげです
- Revoiution No.8
- ハンマープライス
- 上岡龍太郎にはダマされないぞ!
- 最大公約ショー
- ウンナンの桜吹雪は知っている
- メトロポリタンジャーニー
- すちゃらかコネクション
- 豪快!御影屋
- コロンブスのゆで卵
- よゐこのわるぢえ
- チチパパ親父!娘をたのむで!
- らぶ衛門
- 金ロマン人生いろいろ
- 蜜の味
- 炸裂!スポーツパワー
- 愛に恋
- フライヤーTV
- 宮本和知の熱血!昼休み
- ウンナンのホントコ!
- 空飛ぶ!ネプTビビ
- サタ☆スマ
- 神出鬼没!タケシムケン
- ネプ中
- ヒロスポ!
- 平成日本のよふけ
- 第四学区2
- イカリングの面積
- 太陽のごちそう
- (株) 城島産業
- 力の限りゴーゴゴー!!
- 笑う犬の冒険
- ファイトマネー
- VivaVivaV6
- スゴ腕!バウト
- 東京女事務所
- カヴァーしようよ!
- 千枚CD
- ザ・レターズ〜家族の愛にありがとう
- 現代進行形TV イマジン!
- デリバリー・スマップ デリ!スマ
- ドラいぶもん
- ルートf

特番
- 初詣!爆笑ヒットパレード2001
- FNS ALLSTARS27時間笑いの夢列島
- 草彅・おすぎとピーコの女子アナ2002今年もしっかりして下さいスペシャル

ドラマ
- 世にも奇妙な物語'98春の特別編『そして、くりかえす』
- 美少女H
- 世にも奇妙な物語'99春の特別編『のぞみ、西へ』
- 蘇える金狼
- リップスティック
- 伝説の教師
- 金田一少年の事件簿『魔術列車殺人事件』
- 恋人はスナイパー
- アンティーク 〜西洋骨董洋菓子店〜
- ギンザの恋
- 恋ノチカラ
- アイノウタ

### 映画制作
- 7月7日、晴れ
- 友子の場合
- パラサイト・イヴ
- シャ乱Qの演歌の花道
- ベル・エポック
- 踊る大捜査線 THE MOVIE
- 未来日記
- サトラレ
- アイム
- 恋に唄えば♪
- 踊る大捜査線 THE MOVIE 2 レインボーブリッジを封鎖せよ!
- ホテルビーナス
- ピーナッツ